# Who's That Girl? (Eve)
Who's That Girl? is een nummer van de Amerikaanse rapster Eve uit 2001. Het is de eerste single van haar tweede studioalbum Scorpion.
Hoewel het in de Amerikaanse Billboard Hot 100 slechts een bescheiden 47e positie behaalde, betekende het nummer toch de internationale doorbraak voor Eve. In veel Europese landen werd het nummer namelijk wel een hit. Zo werd in de Nederlandse Top 40 de 16e positie gehaald. In de Vlaamse Ultratop 50 moest het nummer het echter weer met een 42e positie doen.